# Flexiseps crenni
Flexiseps crenni — вид сцинкоподібних ящірок родини сцинкових (Scincidae). Ендемік Мадагаскару.

## Поширення і екологія
Flexiseps crenni мешкають на північному сході і сході острова Мадагаскар. Вони живуть у вологих тропічних лісах.